# خرفخانه‌های طولار داغ
خرفخانه‌های طولار داغ مربوط به دوره ساسانیان است و در شهرستان شیراز، بخش مرکزی، دهستان بیدزرد، روی ارتفاعات مشرف به روستای بیدزرد واقع شده و این اثر در تاریخ ۲۸ شهریور ۱۳۸۶ با شمارهٔ ثبت ۱۹۷۱۷ به‌عنوان یکی از آثار ملی ایران به ثبت رسیده است.